# Wolfgang Sobotka
Wolfgang Sobotka, né le 5 janvier 1956, est un homme politique autrichien qui a été président du Conseil national d'Autriche de 2017 à 2024. Il est membre du Parti populaire autrichien (ÖVP). Il est ministre fédéral de l'intérieur de 2016 à 2017.